# مصاورة (السياني)

تعديل مصدري - تعديل

مصاورة هي إحدى قرى عزلة العربيين بمديرية السياني التابعة لمحافظة إب، بلغ تعداد سكانها 204 نسمة حسب تعداد اليمن لعام 2004.